# Grądzik (przystanek kolejowy)
Grądzik – dawny wąskotorowy przystanek osobowy w Grądziku, w gminie Żmigród, w powiecie trzebnickim, w województwie dolnośląskim, w Polsce. Położony na linii Żmigród Wąskotorowy – Przedkowice. Został otwarty w 1894, a zamknięty w 1991 roku.